# Karakolköy, Karesi
Karakol là một xã thuộc huyện Karesi, tỉnh Balıkesir, Thổ Nhĩ Kỳ. Dân số thời điểm năm 2010 là 199 người.